# Pagurus longicarpus
Pagurus longicarpus är en kräftdjursart som beskrevs av Thomas Say 1817. Pagurus longicarpus ingår i släktet Pagurus och familjen eremitkräftor. Inga underarter finns listade i Catalogue of Life.

## Bildgalleri

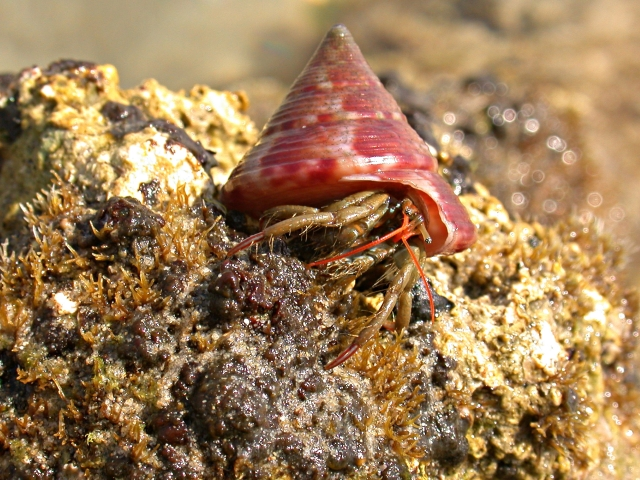